# جائزة أفضل لاعب كرة قدم في العالم 1999

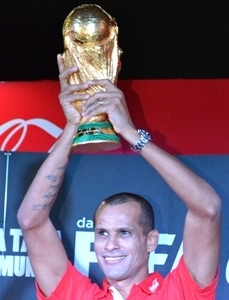

فاز بجائزة أفضل لاعب كرة قدم في العالم 1999 البرازيلي ريفالدو.